# Episodi di Soko 5113 (diciassettesima stagione)
La diciassettesima stagione della serie televisiva Soko 5113 è stata trasmessa in anteprima in Germania dalla ZDF tra il 22 settembre 1999 e il 10 novembre 1999.
| nº | Titolo originale        | Titolo italiano | Prima TV Germania | Prima TV Italia |
| -- | ----------------------- | --------------- | ----------------- | --------------- |
| 1  | Auge um Auge            |                 | 22 settembre 1999 |                 |
| 2  | Schuld und Sühne        |                 | 29 settembre 1999 |                 |
| 3  | Lottokönig              |                 | 6 ottobre 1999    |                 |
| 4  | Argentinische Verlobung |                 | 13 ottobre 1999   |                 |
| 5  | Tödliche Liebe          |                 | 20 novembre 1999  |                 |
| 6  | Schnappschüsse          |                 | 27 ottobre 1999   |                 |
| 7  | Blutige Strafe          |                 | 3 novembre 1999   |                 |
| 8  | Ein verpfuschtes Leben  |                 | 10 novembre 1999  |                 |